# Heracleon
Heracleon, was een gnosticus die in de tweede eeuw in Italië leefde. Hij staat bekend als de oudste commentator van het Johannes-evangelie. Zijn hoogtijdagen als gnosticus waren waarschijnlijk rond het jaar 175, in Zuid-Italië. Heraclon wordt in vroege studies van ketterij doorgaans gerekend tot de school van Valentius.